# José Coronado
José María Coronado García (Madrid, 14 d'agost de 1957) és un actor espanyol.
Coronado va tenir una intervenció quirúrgica el dia 15 d'abril del 2017, li van col·locar un "stent" per resoldre el problema coronari que sofria i que li va provocar un infart.

## Filmografia

### Cinema
| - Waka-Waka (1987), de Kim Densalat. - Brumal (1988), de Cristina Andreu. - Jarrapellejos (1988), d'Antonio Giménez-Rico. - Berlín Blues (1988), de Ricardo Franco. - El tesoro (1990), d'Antonio Mercero. - La luna negra (1990), de Imanol Uribe - Yo soy ésa (1990), de Luis Sanz. - Salsa rosa (1992), de Manuel Gómez Pereira. - Aquí, el que no corre... vuela (1992), de Tito Fernández. - El teniente Lorrena (1992), de António-Pedro Vasconcelos. - Cucarachas (1993), de Toni Mora. - Una chica entre un millón (1994), de Álvaro Sáenz de Heredia. - El cianuro... ¿solo o con leche? (1994), de José Miguel Ganga. - La desaparición de García Lorca (1997), de Marcos Zurinaga. - La mirada del otro (1998), de Vicente Aranda. - La vuelta de El Coyote (1998), de Mario Camus. - Frontera Sur (1998), de Gerardo Herrero. - Goya en Burdeos (1999), de Carlos Saura. - Pantalones (2000), de Ana Martínez (curtmetratge). - Huele bien (2000), de Rosa Peña Herranz (curtmetratge). - Cascabel (2000), de Daniel Cebrián. - Perros bajo la lluvia (2001), de Rubén Alonso (curtmetratge). - Anita no perd el tren (2001), de Ventura Pons. - La caja 507 (2001), de Enrique Urbizu. | - Poniente (2002), de Chus Gutiérrez. - La vida de nadie (2002), d'Eduard Cortés. - La vida mancha (2003), de Enrique Urbizu. - Lo mejor que le puede pasar a un cruasán (2003), de Paco Mir. - Los Reyes magos (2003), d'Antonio Navarro. - A + (Amas) (2004), de Xavier Ribera. - Fuera del cuerpo (2004), de Vicente Peñarrocha. - El Lobo (2004), de Miguel Courtais. - El intruso (2005), de David Cánovas (curtmetratge). - La crisis carnívora (2006), de Pedro Rivero. - Animals ferits (2006), de Ventura Pons. - La malquerida (2006), de Belén Molinero. - La distancia (2006), d'Iñaki Dorronsoro. - La dama boba (2006), de Manuel Iborra. - GAL (2006), de Miguel Courtais. - Tuya siempre (2007), de Manuel Lombardero. - Todos estamos invitados (2008), de Manuel Gutiérrez Aragón. - No habrá paz para los malvados (2011), d'Enrique Urbizu. - El cuerpo (2012), d'Oriol Paulo. - Fill de Caín (2013), de Jesús Monllaó. - En solitari (2013), de Christophe Offenstein. - Els últims dies (2014), d'Alex i David Pastor. - Química i prou (2015), d'Alfonso Albacete. |

### Televisió
- Brigada Central (1989)
- El Gordo (1990-1991) (concurs d'Antena 3)
- Compuesta y sin novio (1994)
- Hermanos de leche (1994-1995)
- Oh! Espanya (1996)
- Don Juan (1997)
- Periodistas (1998-2001)
- Código fuego (2003)
- Attenti a quei tre (2004) (minisèrie)
- Los Serrano (2004,1 capítol)
- Los 80 (2004)
- Abuela de verano (2005)
- Estudio 1 (2006)
- RIS Científica (2007)
- Masala (2007)
- Acusados (2009-2010)
- Cheers (2011)
- Descalç sobre la terra vermella (2013)
- El Príncipe (2014)
- Nit i dia (2016)
- Vivir sin permiso (2018)
- Veneno (2020)
- El inocente (2021)
- Entrevias (2022)
- La chica de nieve (2023)

## Premis i nominacions
| Any  | Premi                                             | Categoria                           | Títol                          | Resultat  |
| ---- | ------------------------------------------------- | ----------------------------------- | ------------------------------ | --------- |
| 1991 | TP de Oro, Espanya                                | Millor actor                        | Brigada central                | Nominat   |
| 1999 | Fotogramas de Plata                               | Millor actor de cinema              | Periodistas                    | Guanyador |
| 2000 | Premis Goya                                       | Millor actor secundari              | Goya en Burdeos                | Nominat   |
| 2001 | TP de Oro, Espanya                                | Millor actor                        | Periodistas                    | Nominat   |
| 2003 | Fotogramas de Plata                               | Millor actor de cinema              | La caja 507                    | Nominat   |
| 2003 | Premis Tura                                       | Millor actor                        | La caja 507                    | Guanyador |
| 2003 | Premis Goya                                       | Millor actor secundari              | La caja 507                    | Nominat   |
| 2004 | Premi Cercle d'Escriptors Cinematogràfics,Espanya | Millor actor                        | La vida mancha                 | Nominat   |
| 2012 | Premi Cercle d'Escriptors Cinematogràfics,Espanya | Millor actor                        | No habrá paz para los malvados | Guanyador |
| 2012 | Fotogramas de Plata                               | Millor actor de cinema              | No habrá paz para los malvados | Guanyador |
| 2012 | Premis Goya                                       | Millor actor                        | No habrá paz para los malvados | Guanyador |
| 2012 | Premis Sant Jordi                                 | Millor actor espanyol               | No habrá paz para los malvados | Guanyador |
| 2012 | Premis Turia                                      | Millor actor                        | No habrá paz para los malvados | Guanyador |
| 2012 | Premis de la Unió de Actors                       | Millor actor protagonista de cinema | No habrá paz para los malvados | Guanyador |
| 2013 | Fotogramas de Plata                               | Millor actor de cinema              | El cuerpo                      | Nominat   |
| 2013 | Mostra de Cinema Llatinoamericà de Lleida         | Premi honorífic                     |                                | Guanyador |
| 2013 | Festival de Cinema Espanyol de Màlaga             | Premi Málaga-Sur                    |                                | Guanyador |
| 2014 | Premis Gaudí                                      | Millor actor secundari              | Fill de Caín                   | Nominat   |

Altres Premis
- 2013: Premi de la Cultura, que concedeix la Comunitat de Madrid.[5]

- 2012: Jorge Fiestas de la Peña Periodística Primera Plana.

- 2012: Premi Kapital.

- 2011: XVII Premi Cinematogràfic José María Forqué a la "Millor interpretació masculina" per "No habrá paz para los malvados ".

- 2011: "Personatge Rolling de l'Any" per la seva supèrbia actuació en "No habrá paz para los malvados "

- 2011: XV Premios Protagonistas a l'apartat de Cinema.